# Ingen väg tillbaka
Ingen väg tillbaka är en svensk dramafilm från 1947 i regi av Edvin Adolphson. 

## Handling
Nyutnämnde direktören Hugo Henriksen träffar av misstag på en prostituerad och när han vill avlägsna sig utbryter bråk, och flickan dör då Hugo tar i för hårt.

## Om filmen
Filmen hade Sverigepremiär i Stockholm den 18 augusti 1947. Den bygger på romanen Drift av Hans Severinsen.

## Rollista
- Edvin Adolphson - direktör Hugo Henriksen, änkling
- Anita Björk - Evelyn, hans dotter
- Olof Bergström -  Preben
- Gaby Stenberg - Inger
- Naemi Briese - Rosa
- Arnold Sjöstrand - Rasmussen, advokat
- Hugo Björne - Jespersen

Ej krediterade:
- Aurore Palmgren - Fru Jörgensen
- Willy Peters - Benito
- Carl Hagman - värden på ölcaféet
- Nancy Dalunde - gatflicka
- Julie Bernby - gatflicka